# (33059) 1997 VS
1997 في أس (ويعرف أيضًا باسم (33059) 1997 في أس وفق تسمية الكوكب الصغير) (بالإنجليزية: 1997 VS)‏ هو كويكب ضمن حزام الكويكبات؛ وترتيبه 33059 من حيث الاكتشاف.
اكتُشف هذا الجُرم الفلكي بواسطة Kin Endate ‏ في 1 نوفمبر 1997.

## وصلات خارجية
- (33059) 1997 VS في قاعدة بيانات مختبر الدفع النفاث لأجرام النظام الشمسي الصغيرة

- الاكتشاف · مخطط المدار ·  العناصر المدارية · المعلمات المادية

- (33059) 1997 VS على موقع ويكي سكاي: DSS2, SDSS, GALEX, IRAS, Hydrogen α, X-Ray, Astrophoto, Sky Map, Articles and images